# Amigo invisible

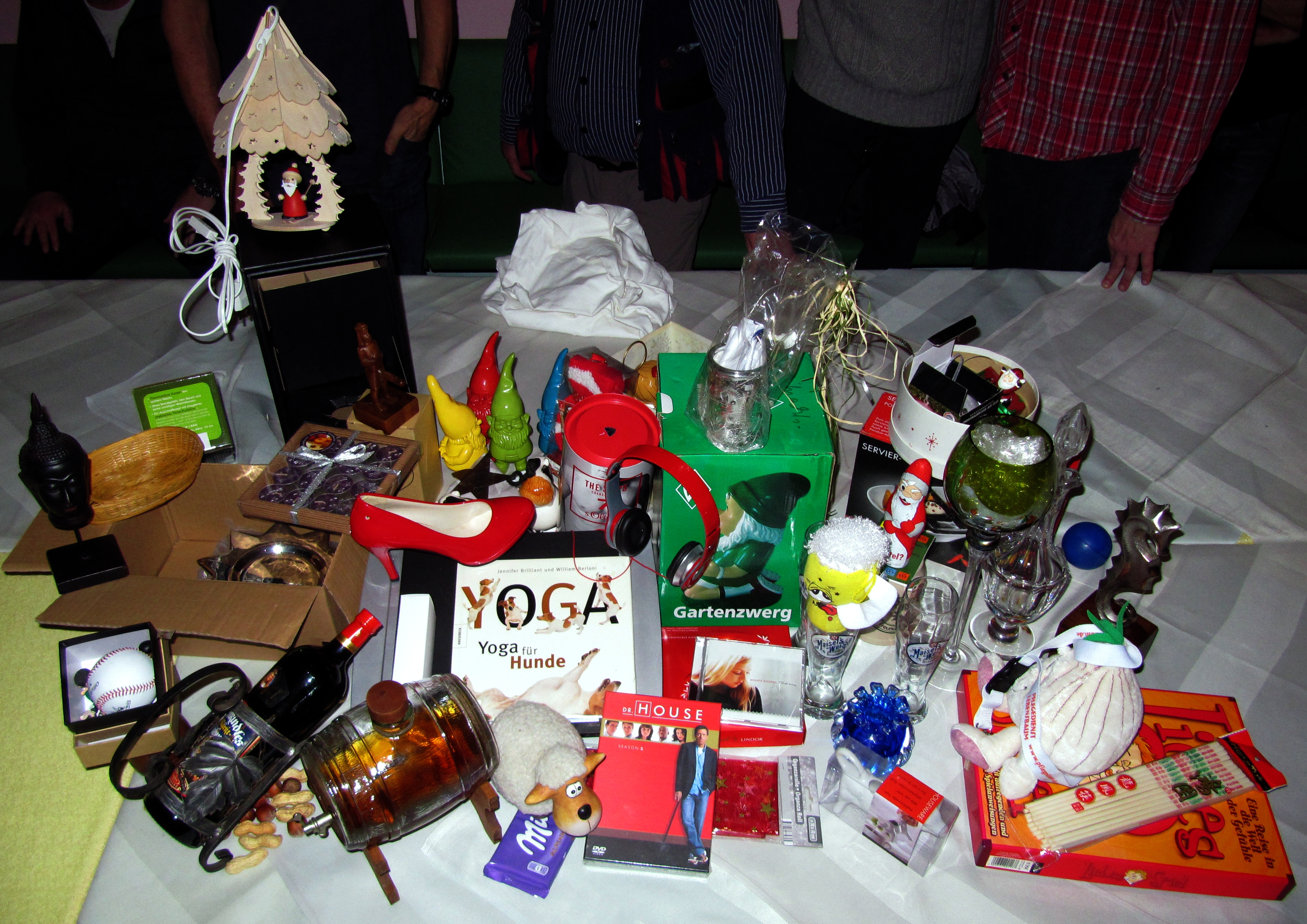
Un ejemplo de regalo de amigo invisible en Alemania

El amigo secreto, amigo invisible o angelito es un juego muy popular en el que participan varias personas que se hacen regalos entre sí sin saber quién ha sido el que ha hecho cada regalo.
No es necesario que los amigos secretos sean pareja, enamorados o bien que exista gusto por alguna de las partes, pueden enviar cartas anónimas a sus correspondientes amigos, utilizando seudónimos. En estas cartas expresan lo que sienten y piensan acerca de su compañero de juego y a la vez comentan siempre algo de ellos mismos con el fin de dar pistas sobre su identidad.
El juego se puede desarrollar con cualquier excusa siempre que concurran dos requisitos:
- Que los participantes se conozcan entre sí
- Que su número no sea muy elevado (unos veinte, como máximo)[cita requerida]

Habitualmente, se celebra en ámbitos reducidos y en algunas regiones, suele ser el juego estrella de comidas y celebraciones en fechas navideñas. El reparto final se puede organizar en un domicilio o en un lugar público: restaurante, cafetería, etc. En Colombia y Paraguay, es un juego muy popular durante las celebraciones por el Día Internacional de la Amistad.

## Cómo se organiza
Lo ideal en este juego, es hacerlo en ocasión de alguna festividad o reunión donde sea usual que se intercambien regalos unos a otros, como por ejemplo en Navidad.
Para prepararlo, es necesario que los participantes se reúnan o se coordinen unas semanas antes de la fecha indicada para la entrega de regalos. El organizador escribe los nombres de todos los participantes en unos papelitos e introduce los nombres de los participantes en una bolsa. Luego, uno por uno, van introduciendo la mano y escogiendo el 'amigo secreto'. Más recientemente se han puesto de moda los sorteos en línea, donde los participantes pueden conocer el nombre de su Amigo Invisible a través de una web, o bien recibirlo por correo electrónico. Esta nueva forma de sorteo evita el problema de tener que reunir a todo el grupo obligatoriamente antes del evento, o coordinarse de otra forma como ser por vía telefónica.
Finalmente, el día acordado, se reúnen todos los participantes del juego y realizan la entrega de regalos, donde cualquier persona (puede empezar el organizador) saca un regalo del saco o lugar donde se han depositado todos los objetos y lo entrega de acuerdo a su tarjeta; el receptor debe abrirlo ante todos y posteriormente proceder de la misma forma. Así sucesivamente hasta terminar con todos los agasajos. Al final alguien puede tomar la palabra y hacer un brindis.
En caso de que alguien decida, por el motivo que sea, abandonar el juego, deberá comunicar el nombre de la persona a la que se suponía que tenía que entregar el regalo. De esta forma, el amigo invisible del participante que abandone el juego se convertirá en el amigo invisible de dicha persona sin que sea necesaria una reorganización total.
Ultimamente se convirtió en una especie de tradición un hecho casual, si una persona no se presenta a la entrega de los regalos ya sea el motivo que fuere, posteriormente esa persona debería compensar con una cena formal a la otra persona que escogió su nombre como señal de arrepentimiento y para que este pueda entregarle su obsequio en forma y como corresponde.

## Orígenes
El juego del amigo secreto tiene su origen en una vieja costumbre venezolana probablemente de finales de 1800 y principios del siglo pasado. Las damas venezolanas casadas o comprometidas, por aquel entonces, no podían tener amigos, sino compadres, por aquello de los cuestionamientos sociales. De manera que optaron por reunirse un grupo de amigos y amigas para realizar un intercambio de regalos. Esa tradición conservadora se denominaba compadre de papelito o compadre secreto de papelito, es decir, se escogía aleatoriamente el nombre de una persona al sacar un papel escrito de un recipiente. Posteriormente, esta tradición pasó a llamarse 'amigo secreto' y se extendió a países vecinos a través del intercambio social.

## Modalidades
- Una modalidad es el amigo guarrete. Consiste en regalar objetos vergonzosos o sexuales para provocar la hilaridad.
- Una modalidad divertida es el llamado amigo invisible alusivo. Para su puesta en práctica, los participantes deben realizar regalos referentes a la persona a la que van destinados. Esta alusión puede ser explícita, implícita o traída a colación por medio de algún comentario jocoso. Por ejemplo, se puede regalar un libro con título jocoso o un monigote practicando su deporte favorito.
- También se puede organizar el amigo invisible temático.[6] Esta variación consiste en que todos los regalos deben corresponderse a un tema genérico prefijado.
- Existe otra variante llamada el enemigo invisible o diablito, que consiste en regalar objetos inservibles o desfasados que se acumulan por casa.
- Por último, si hay que celebrar uno de estos juegos en una fiesta en la que la gente apenas se conoce, quizás resulte conveniente preparar el amigo invisible invisible. En esta modalidad, el reparto entre los asistentes se hace al azar introduciendo la mano cada uno de ellos dentro del saco. El único riesgo existente es que alguien escoja por casualidad el regalo que él mismo ha aportado.[7]
- Otra modalidad de más larga duración es el amigo invisible con pistas.[7][8] Cada participante debe dar pistas a su amigo invisible, para que este pueda adivinar quien le corresponde. Se puede realizar mediante una carta que acompaña al regalo, o incluso mediante múltiples cartas que se entregan a lo largo de varios días. Para finalizar el juego se realiza una ceremonia de entrega de regalos donde cada uno debe decir quien cree que es su amigo invisible. Un ejemplo de pista puede ser Micaela, tengo más de 21 años  igual no es obligatorio Pero no se puede hacer en un día , las pistas se dan días antes y acordado el día se entrega la lisonja.
- Otro modo de juego, és el conocido amigo invisible pongo. Esta modalidad consiste en coger la cosa más cútre que encuentres en tu casa, un objeto que no utilices y regalar-lo bien envuelto. Tiene que ser acordado por parte de todo el grupo.

### Descubrimiento del amigo invisible
Para la fecha de entrega de regalos se pueden preparar varias actividades que tienen como finalidad dar a conocer la persona que corresponde al amigo secreto.
Este juego puede tener algunas variantes, por ejemplo, en Colombia se usa el amigo secreto, también endulzándose hasta que llega la fecha para descubrir quién es esa persona que debe hacerte el obsequio, con caramelos, bombones, frutas y otras delicias. Y además, para hacer más interesante el momento del descubrimiento, se puede jugar a hacer mímica sobre la forma de caminar, sentarse, o algún gesto especial que identifique fácilmente a esa persona.